# Os Seis Servos

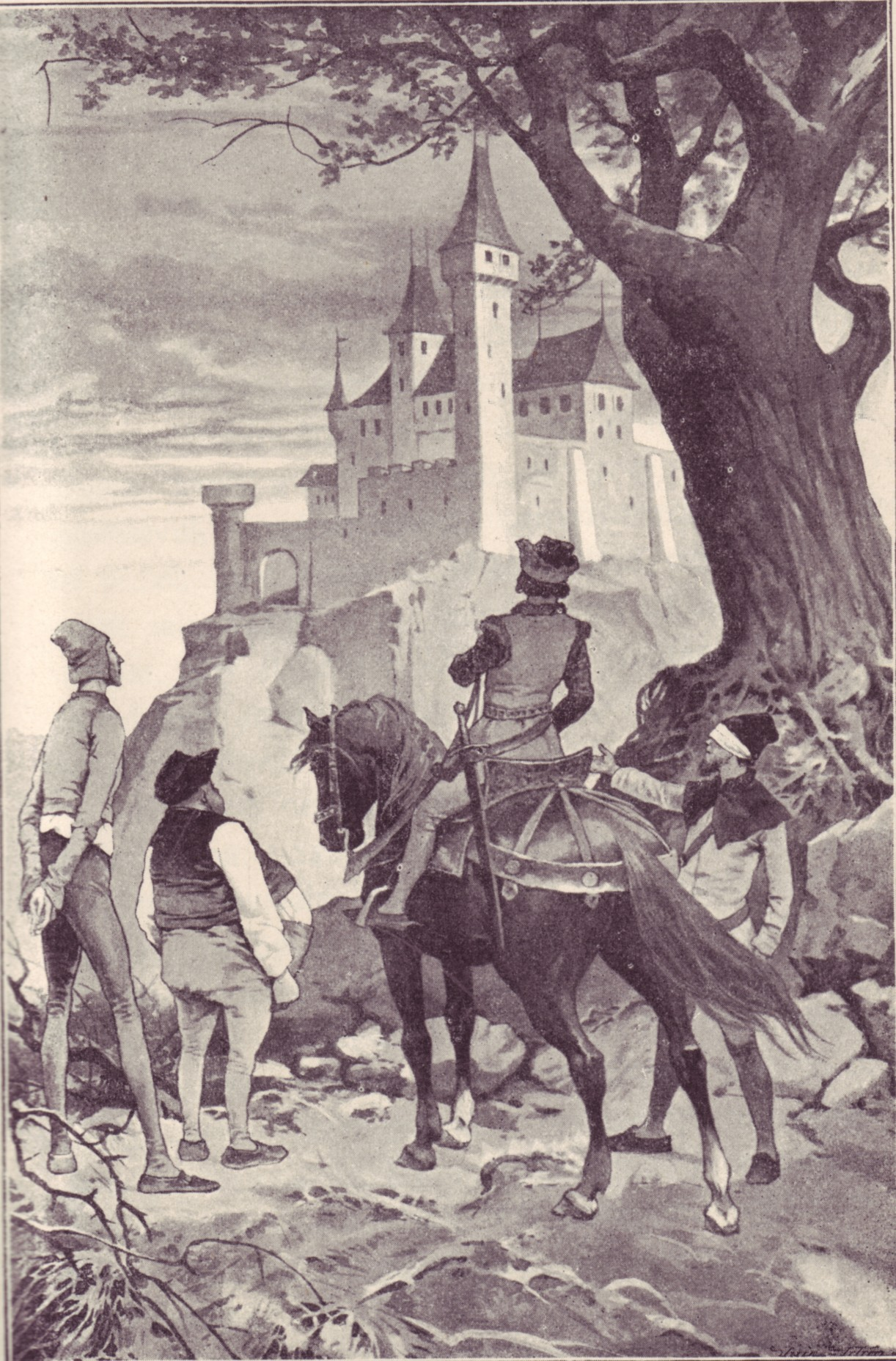
O Príncipe contempla o castelo. Ilustração de Věnceslav Černého, 1902

Os Seis Servos (Alemão: Die sechs Diener) é um conto de fadas alemão recolhido pelos Irmãos Grimm e publicado nos Grimm's Fairy Tales (KHM 134). É de Aarne-Thompson tipo 513A ("Six Go through the Whole World").

## Sinopse
Uma rainha maléfica é uma bruxa que tem uma  filha lindíssima, a Princesa. A mãe oferece a mão da princesa em casamento, mas todos os pretendentes têm que superar desafios impossíveis. Nenhum deles consegue levar a um bom fim, e um a um acabam decapitados.
Um dia, um príncipe ouve falar da princesa e quer competir para ganhar sua mão. No início o pai proíbe-o, mas a seguir mas o adoece durante sete anos, sem que um único médico possa curá-lo.
Só quando o pai permite que ele vá, é que melhora.
Durante a viagem, o príncipe cruza-se com seis homens de incríveis talentos e poderes, que ele leva como servos. O primeiro, é um homem com a barriga do tamanho duma pequena montanha que consegue distender-se tanto que fica ainda mais obeso. O segundo é um homem que consegue ouvir o mais ínfimo som, demonstrado pelo facto de quando o príncipe o encontra, ele está a escutar a relva a crescer e pode ouvir alguém a ser decapitado no castelo da Rainha-Má. O terceiro servo é um homem incrivelmente alto. O quarto é um homem que usa uma venda nos olhos porque o seu olhar é tão poderoso que destrói tudo o que vê em pedaços. O quinto servo é um homem que sente frio no calor extremo e calor no frio extremo. O sexto e último servo, é um homem que consegue esticar o pescoço já comprido e ver a longas distâncias.
O príncipe e os seus servos chegam ao castelo da Rainha. Ele é instruído a cumprir três desafios para ter a mão da princesa em casamento.
Primeiro, tem que achar um anel que a Rainha deixou cair no Mar Vermelho. O homem com a visão aguda vislumbra o anel enfiado numa pedra pontiaguda. O obeso bebe o mar até o leito secar, e  o servo alto apanha o anel com facilidade. A Rainha fica surpresa que eles tenham conseguido realizar o primeiro desafio com segurança, mas ordena o segundo desafio a seguir. O príncipe tem que comer trezentas vacas, couro, pêlo, ossos, cornos e tudo, e beber trezentos tonéis de vinho até à última gota. Se algum traço deles for encontrado, ele perderá a vida. O príncipe pergunta se lhe é permitido receber um convidado, e o desejo é autorizado. Naturalmente, ele traz o servo obeso e em breve está tudo terminado.
No desafio final, o príncipe tem que proteger a princesa na sua câmara pondo os braços ao redor dela. Se a Rainha entrar à volta da meia-noite e a princesa já não estiver nos seus braços, ele perde a vida.
O príncipe toma a precaução de pôr o servo Alto e o servo Obeso cercando-o a ele e à princesa, para que ninguém  possa tocá-los. No entanto, a Rainha lança-lhes um feitiço que os deixa num sono profundo. E ela leva a princesa embora.
À meia-noite menos um quarto, todos eles acordam e o príncipe entra em pânico. O homem com o incrível senso de audição ouve o choro da princesa no topo duma rocha, a trezentas léguas de distância. O Alto ergue-se, dá uns passos e corre na direção delas, levando consigo o servo com a visão poderosa. Este último fixa o olhar na rocha, estilhaçando-a em mil pedaços, enquanto o Alto agarra na princesa e trá-la de volta antes do bater da meia-noite.
Com os três desafios cumpridos, a Rainha sussurra ao ouvido da princesa que é uma pena que ela tenha que obedecer às pessoas comuns e não poder escolher um marido do seu agrado. Isso deixa a princesa zangada. No dia seguinte, ela ordena que trezentos grandes feixes de madeira sejam incendiados. Se algum homem for capaz de se sentar no meio da madeira e resistir ao fogo, ela cása-se a sério com ele.O servo que não suporta o frio cumpre o desafio, ainda a tiritar quando as chamas se extinguem.
Finalmente a princesa não tem mais argumentos para não se casar com  o príncipe.
A caminho da igreja, a rainha maléfica  envia soldados atrás deles para os deter.
O servo com o incrível senso de audição ouve-a e conta aos outros. O servo obeso regurgita toda a água que tinha bebido antes, afogando todos os soldados. Uma nova legião de soldados é interceptada pelo servo com uma visão incrível que fixando o olhar neles, destrói-os olhando lascas minúsculas.
Depois disso, o casamento é realizado sem problemas e todos os servos seguem o seu próprio caminho.
Retornando ao seu reino, o príncipe mente à sua noiva dizendo-lhe que na realidade ele mais não é que um porqueiro. Assim, obriga-a a trabalhar num ambiente de extrema pobreza e miséria durante oito dias, fazendo-a crêr que é o castigo por ter sido tão orgulhosa e arrogante. É então levada ao palácio, onde o príncipe lhe revela que tudo foi apenas um estratagema para a fazer sofrer tanto quanto ele por ela.
Finalmente casaram-se como príncipe e princesa, e viveram felizes para sempre.

## Na cultura popular

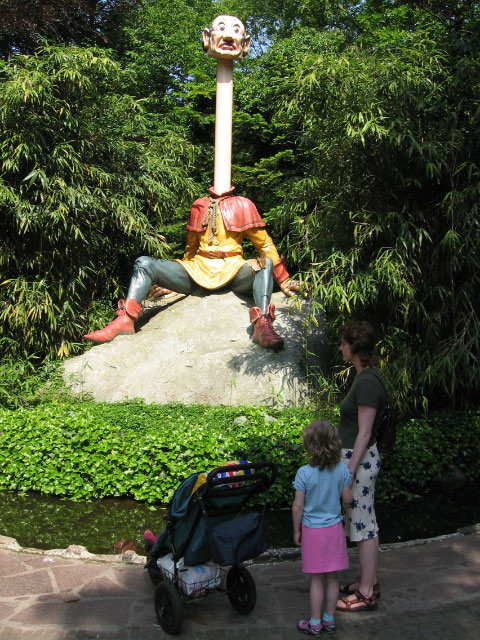
Langnek na Floresta de Contos de Fadas do parque temático holandês, Efteling

Este conto de fadas é popular na Holanda, por fazer parte de vários dos contos de fadas exibidos no parque temático Efteling em Kaatsheuvel, Brabante do Norte. Uma enorme estátua animatrónica do servo do pescoço longo está lá desde 1952, contando a história a todos os visitantes numa áudio-gravação que se repete. Esta estátua, chamada Langnek ("Pescoço comprido"), é também mascote do parque. Em 1955, um pequeno lago foi cavado ao redor da pedra onde fica o pescoço comprido. Um busto do servo com a visão aguda, Olho-de-bala, com uma vespa no nariz estava ao lado de Pescoço Comprido. No final da década de 1950, o olho-de-bala foi removido e um busto menor de um olho-de-bala vendado foi colocado num quiosque perto do pescoço longo. O pescoço comprido recebeu uma nova cabeça na década de 1970; e em 1979, o corpo e pescoço foram renovados. Em 2006, cercas de segurança foram colocadas perto da lagoa. O conto é relatado na voz de Peter Reijnders e pode ser lido num livro em holandês, inglês, francês e alemão.

## Comparações
A história é muito semelhante a outros contos folclóricos europeus e contos de fadas sobre um homem com servos muito talentosos, como Como os seis abriram  conquistaram o mundo, Longo, amplo e pontiagudo, O tolo do mundo e o navio voador, Como o O eremita ajudou a conquistar a filha do rei, O pequeno sartório inteligente e uma das histórias do Barão de Munchhausen.